# هاري تي مور
هاري تيسون مور (بالإنجليزية Harry Tyson Moore) من مواليد 18 نوفمبر 1905 - 25 ديسمبر 1951، معلّم أمريكي من أصول أفريقية، وهو زعيم رائد في حركة الحقوق المدنية ومؤسس الفرع الأول للجمعية الوطنية للنهوض بالملونين (NAACP) في مقاطعة بريفارد في فلوريدا ورئيس لفرع الدولة للجمعية الوطنية للنهوض بالملونين.
كان هاري ت. مور وزوجته هارييت مور (معلّمة أيضًا) ضحية لتفجير منزلهما في ميمز في فلوريدا الحاصل ليلة عيد الميلاد في عام 1951. حيث توفي هاري في الطريق أثناء نقله إلى مستشفى السود في ستانفورد في فلوريدا الواقع في مقر المقاطعة على بُعد حوالي 30 ميلًا شمال غربي مقاطعة سيمينول. وتوفيت زوجته بعد تسعة أيام متأثرة بجراحها في تاريخ 3 يناير عام 1952 في نفس المستشفى. وحدث ذلك بعد أن طُرد كلاهما من التدريس نتيجة نشاطاتهما كنوع من الانتقام الاقتصادي الذي كانت تستخدمه المؤسسة.
حُقق في قضية القتل بشكل دقيق وشمل ذلك التحقيقات التي أجريت من قبل مكتب التحقيقات الفيدرالي في عامي 1951 - 1952، ولكن لم يُحاكم أي شخص على الإطلاق. وأُجري تحقيقان آخران في السبعينيات والتسعينيات. وأسفر تحقيق الدولة وإجراءات الطب الشرعي في الفترة ما بين 2005 - 2006 عن تسمية الجناة المحتملين كأربعة من أعضاء كو كلوكس كلان والذين كانوا قد ماتوا جميعًا في ذلك الوقت. كان هاري ت. مور أول عضو ومسؤولًا عن الجمعية الوطنية للنهوض بالملونين NAACP اغتيل بسبب نشاطه في مجال الحقوق المدنية. وكان الزوجان أول زوج وزوجة يقتلان سويًا من أجل الحركة. وقد أُطلق على مور الشهيد الأول في هذه الفترة من حركة الحقوق المدنية التي توسعت في الستينيات.

## النشأة والعائلة
ولد هاري تايسون مور في يوم 18 نوفمبر 1905 في هيوستن في فلوريدا، داخل مجتمع زراعي صغير في مقاطعة سواني. وكان الابن الوحيد لجوني وروزا مور. كان والده يدير خزانات المياه للخط البحري الجوي للسكك الحديدية إضافة إلى إدارة متجر صغير أمام منزله. وبدأ جوني بمواجهة مشاكل صحية عندما كان هاري في التاسعة من عمره وتوفي في عام 1914. وقد حاولت أرملته أن تدير وتعمل وحدها في حقول القطن وتشغيل المتجر الصغير في عطلات نهاية الأسبوع.
وفي عام 1915، أرسلت روزا هاري ليعيش مع إحدى شقيقاتها في دايتونا بيتش. وانتقل في العام التالي إلى جاكسونفيل حيث عاش هناك لمدة ثلاث سنوات مع ثلاث عمات أخريات جيسي وأدريانا وماسي تايسون الذين تشاركوا في بيت العائلة. بدت هذه الفترة وكأنها الأهم في سنوات تكوينه. وكان يوجد في جاكسونفيل مجتمع أمريكي أفريقي كبير ونابض بالحياة ويتمتع بتراث فخور بالاستقلال والإنجاز الفكري. وكانت عمات مور متعلمات ومثقفات (اثنتان معلّمتان وواحدة ممرضة)، أخذوا فتاهم الطويل النحيل الذكي إلى منزلهم في شارع لويزيانا وعاملوه مثل الابن الذي لم يرزقوا به. وعُزز فضول مور الطبيعي وحب التعلم تحت توجيهاتهم التنموية.
عاد هاري إلى مقاطعة سواني بعد ثلاث سنوات قضاها في جاكسونفيل في عام 1919 والتحق ببرنامج المدرسة الثانوية في كلية فلوريدا التذكارية. وتفوق مور في دراسته خلال الأربع سنوات التالية وكان يلقب باسم «دوك» من قبل زملائه في الفصل. وتخرج من كلية فلوريدا التذكارية بدرجة متوسطة (للتدريس في الصفوف الابتدائية) في مايو في عام 1925 في سن التاسعة عشر. وقَبِل بوظيفة التدريس في مدينة كاكاو في ولاية فلوريدا في الحياة البرية المائية لمقاطعة بريفارد.
درّس هاري مور الصف الرابع في مدرسة كاكاو الابتدائية الوحيدة للسود على مدار العامين المقبلين. وخلال عامه الأول في مقاطعة بريفارد التقى هارييت فيدا سيمز، وكانت المرأة الجذابة أكبر منه سنًا (حيث كانت تبلغ من العمر 23 عامًا بينما عمره 20 عامًا)، وكانت تدرس في المدرسة نفسها، وكانت تبيع بعد ذلك التأمين الصحي لصالح شركة حياة أطلنطا للتأمين الصحي، وهي شركة كبرى تابعة للسود. وفي غضون عام كانا قد تزوجا في يوم عيد الميلاد من عام 1926.
حاز كلا الزوجين مورز على شهادات جامعية من كلية بيثون كوكمان، وهي كلية تاريخية للسود في مدينة دايتونا بيتش.
عاشت عائلة مورز في ميمز وهي مدينة أشجار حامضية صغيرة خارج مقر مقاطعة تيتوسفيل. وانتقل العروسان للعيش مع والدي هارييت حتى بنيا منزلهما على فدان مجاور من الأرض. وفي الوقت ذاته ترقّى هاري إلى مدير مدرسة تيتوسفيل للملونين، وانتقل من تدريس الصف الرابع إلى الصف التاسع. حيث درّس الصف التاسع وأشرف على طاقم مكون من ستة مدرسين.
ولدت ابنتهما الكبرى آني روزيليا في 28 مارس عام 1928، والتي لُقبت بـ «بيتشز (الخوخ)». وعندما كان عمرها ستة أشهر بدأت هارييت التدريس في مدرسة ميمز للملونين. ثم وُلدت ابنتهما جونيتا إيفانجيلين في 3 سبتمبر عام 1930. وحازت كلا البنتين أيضًا على شهادات جامعية في كلية بيثون كوكمان. توفيت بيتشز في أغسطس عام 1972 عن عمر يناهز الـ 44 عامًا. وتوفيت جونيتا إيفانجيلين في أكتوبر من عام 2015 عن عمر يناهز 85 عامًا.

## نشاطات الحقوق المدنية
بعد وقت قصير من ولادة ابنتيهما أسس الزوجان مورز في عام 1934 فرع مقاطعة بريفارد تابع للجمعية الوطنية للنهوض بالملونين  NAACP. وساعد مور أيضًا في تنظيم منظمة الجمعية الوطنية للنهوض بالملونين على مستوى الولاية. وزاد عدد أعضائها بشكل كبير خلال نشاطاته في التسجيل وعمل على قضايا الإسكان والتعليم، وحقّق في عمليات الإعدام بدون محاكمة، ورفع دعاوى قضائية ضد عوائق تسجيل الناخبين والانتخابات الأولية للبيض، وعمل من أجل إعطاء المعلمين السود أجرًا متساويًا في المدارس العامة على الرغم من إبعادهم.
طُرد كلا الزوجين مورز من وظائف التدريس في عام 1946 بسبب نشاطاتهما، حيث كان مور يعمل لإعطاء المعلمين السود أجرًا متساويًا في المدارس العامة في نظام المدارس المنفصل في مقاطعة بريفارد. وقد استُخدم هذا الانتقام الاقتصادي على نطاق واسع في الولايات الجنوبية لمنع النشاطات. فقد قَبِل هاري مور وظيفة مدفوعة الأجر لدى الجمعية الوطنية للنهوض بالسود بهدف النجاة اقتصاديًا.
قاد مور اتحاد الناخبين التقدمي. ونجح في زيادة تسجيل الناخبين السود في فلوريدا إلى 31% من المؤهلين للتصويت بين عامي 1944 - 1950، بعد قرار المحكمة العليا الأمريكية عام 1944 ضد الانتخابات الأولية للبيض باعتبارها غير دستورية (والتي استخدمها الحزب الديمقراطي كوسيلة أخرى لاستبعاد السود من السياسة)، وكانت أعلى بشكل ملحوظ من أي ولاية جنوبية أخرى.

## قضية جروفلاند
اتُهم أربعة رجال سود باغتصاب امرأة بيضاء في جروفلاند في ولاية فلوريدا عام 1949. حيث هرب إرنيست توماس من المقاطعة وقُتل فيما بعد على يد مجموعة من الرجال. واعتُقل الثلاثة المشتبه بهم الآخرين وضُربوا أثناء احتجازهم، ما أجبر اثنين منهم على الاعتراف. رافقت القضية شائعات كثيرة على خلفية توترات ما بعد الحرب الناجمة عن مشاكل في استيعاب المحاربين في الوظائف والمجتمع الأمريكي. وفي جروفلاند طالب مجموعة من الأوباش البيض أكثر من 400 شخص قائد الشرطة ويليس ف. مكول الذي كان يخفي المساجين لحمايتهم، بتسليم المساجين للإعدام بدون محاكمة. حيث غادر الأوباش السجن في حالة من الهياج وأحرقوا المباني في حي السود في البلدة. وطلب مكول من الحاكم أن يرسل الحرس الوطني لكن استغرق الوضع ستة أيام لاستعادة النظام.
وقد أدانت هيئة المحلفين البيض الشبان الثلاثة وكان أحدهم يبلغ من العمر 16 عامًا وقاصرًا يدعى تشارلز جرينلي الذي حكم عليه القاضي بالسجن مدى الحياة وحُكم كل من سام شيبرد ووالتر إيرفين بالإعدام حتى الموت.
عندها نظم المدير التنفيذي للجمعية الوطنية للنهوض بالملونين في فلوريدا NAACP هاري مور حملة ضد ما اعتبره إدانات غير مشروعة للرجال الثلاثة. وتابع الطعون المستأنفة بدعم من الجمعية الوطنية للنهوض بالملونين. وفاز الفريق القانوني برئاسة ثورجود مارشال باستئناف إدانة شيبرد وإيرفين أمام المحكمة العليا في عام 1951 وكان من المقرر القيام بمحاكمة جديدة.
كان مدير شرطة المقاطعة مكول مسؤولًا عن نقل شيبرد وإيرفين إلى مكان المحاكمة الجديدة في نوفمبر 1951. وادّعى بأن الرجلين هاجماه في محاولة للهرب بينما كان كلاهما مكبل اليدين. وأطلق عليهم النار فتوفي شيبرد في مكان الحادث. أما إيرفين فقد نجا من جروحه. وادّعى لاحقًا لمسؤولي الجمعية الوطنية للنهوض بالملونين ومكتب التحقيقات الفيدرالي أن مدير الشرطة أطلق عليهم النار هو وشيبرد بدم بارد. ثم دعا مور لتوجيه تهمة ضد مدير الشركة مكول ودعا حاكم فلوريدا فولر وارن لتعليق مكول عن العمل في منصبه.

## مقتله
بعد ستة أسابيع وفي ليلة عيد الميلاد عام 1951، في الذكرى الخامسة والعشرين لزواج الزوجان مورس، انفجرت قنبلة أسفل منزل الزوجين في ميمز في ولاية فلوريدا. وأصيب كلاهما بجروح قاتلة. حيث توفي مور في الطريق أثناء نقله إلى مستشفى السود في ستانفورد في فلوريدا والذي يبعد حوالي 30 ميلًا ولكنه كان الأقرب لخدمة الأمريكيين الأفارقة. بينما توفيت زوجته متأثرة بجراحها بعد تسعة أيام في نفس المستشفى في ستانفورد.
أُطلق على مور لقب الشهيد الأول في حركة الحقوق المدنية. والذي كان أول عضو ومسؤولًا عن الجمعية الوطنية للنهوض بالملونين NAACP واغتيل بسبب نشاطه في مجال الحقوق المدنية. وكان هو وزوجته أول زوجين يُقتلان في سبيل الحقوق المدنية.
تسببت جرائم القتل بحدوث احتجاجات عنيفة وطنية ودولية، مع احتجاجات مسجلة عند مقر الأمم المتحدة ضد العنف في الجنوب. وعقدت الجمعية الوطنية للنهوض بالملونين اجتماعًا حاشدًا ضخمًا (مسيرة) في مدينة نيويوك وفي مدن أخرى أيضًا.
وكانت الاحتجاجات على مقتل مورز في كثير من النواحي نذيرة للمظاهرات الحاصلة خلال حركة الحقوق المدنية. وقامت الجمعية الوطنية للنهوض بالملونين برعاية حدث لجمع التبرعات في قاعة ماديسون سكوير جاردن، حيث قدمت أغنية بعنوان «قصة هاري مور» مع كلماتها للشاعر الشهير لانغستون هيوز.
استدعت ولاية فلوريدا مكتب التحقيقات الفيدرالية (FBI) لقيادة التحقيق، ولكن القضية لم تُحل ولم يُحاكم أي شخص على الإطلاق. وكان مكتب التحقيق الفيدرالي متأكدًا من إدانة جماعة كلو كلوكس كلان بارتكابها التفجير وحددت عددًا من رجال جماعة كلان المحليين كمشتبه بهم، ولكنهم لم يتمكنوا أبدًا من العثور على أدلة كافية للفصل في القضية. وفي النهاية، اتهم مكتب التحقيقات الفيدرالي سبعة من رجال كلان بكذبهم حول تورطهم في أعمال العنف العنصرية الأخرى، على أمل أن يعمل ضغط الاتهامات على إجبار بعض رجال كلان على الاستسلام والادلاء بشهادة حول قضية مور. ولكن الحيلة لم تنجح ورُفضت لوائح الاتهام في النهاية. وأغلق مكتب التحقيقات الفيدرالية التحقيق في قضية مور أخيرًا في عام 1953.
أُعيد فتح القضية ثلاث مرات: مرة في عام 1978 من قبل مقاطعة بريفارد، ومرة في عامي 1991 -1992 من قبل دائرة فلوريدا لتطبيق القانون (FDLE)، ومرة في عام 2005 من قبل المدعي العام لفلوريدا تشارلي كريست. وقبل ثلاث أسابيع من الفوز في الانتخابات الأولية للعمدة (الحاكم) في أكتوبر من عام 2006، عقد كريست مؤتمرًا صحفيًا في ميمز وادّعى بأنه حل القضية. رغم قوله إن تحقيقه لم يعثر على أدلة جديدة، وحدد كريست أربعة من رجال جماعة كلان على أنهم هم الجناة المحتملون في ذلك الوقت.
تعرض تحقيق كريست لانتقادات شديدة من قبل علماء مور ومحققي دائرة فلوريدا لتطبيق القانون FDLE ورؤساء تحرير الصحف في الأسابيع المقبلة. ورُفض بشكل كبير على أنه محاولة سياسية لكسب أصوات السود (خاصة بعد أن اعترفت حملة كريست بتصوير إعلان تلفزيوني للحملة مع إيفانجيلين مور رغم أنه لم يُستخدم مطلقًا بسبب الجدل). وكانت هناك شائعات على مر السنين بأن مدير الشرطة مكول متورط أيضًا في تفجير مور ولكن لم يُعثر على أي دليل على ذلك.
عندما قُتل مور كان نشطاء الحقوق المدنية والسود في الجنوب يتعرضون لمخاطر كبيرة وما زالت مستمرة. فقد قُصفت منازل 40 عائلة جنوبية سوداء خلال عامي 1951 - 1952، وفقًا لتقرير لاحق صادر عن المجلس الإقليمي الجنوبي التابع للجمعية الوطنية للنهوض بالملونين في أطلنطا. وتعرض عمل بعض النشطاء للخطر مثل هاري مور، ولكن معظمهم كان إما أشخاصًا لديهم رفض الخضوع للاتفاقية العنصرية أو كانوا ببساطة من المارة الأبرياء وأصبحوا ضحايا مجهولين للإرهاب العشوائي من قبل البيض.
وكان القصف منتشرًا بشكل خاص في برمنغهام في ألاباما خلال الخمسينيات من القرن الماضي، واستخدمته مجموعات كلان KKK المستقلة لتخويف السود من الطبقة الوسطى الذين كانوا ينتقلون إلى أحياء جديدة مجاورة.

## الأوسمة والامتيازات
- كتب لانغستون هيوز قصيدة «قصة هاري مور» وقرأها بشكل علني، حيث كُتبت بعد وفاة مور وعلى شرفه:

فلوريدا تعني أرض الزهور
في ليلة عيد الميلاد
في دولة سُميت لأجل الزهور
جاء رجال يحملون الديناميت ...
يمكن أن يكون باسم اليسوع
تحت أرضية غرفة النوم
في ليلة عيد الميلاد، القتلة

أخفوا القنبلة لقتل هاري مور
- ضبطت فرقة سويت هاني إن ذا روك قصيدة هيوز على الموسيقى حيث سجلت أغنية «قصة هاري مور».
- حاز مور بعد وفاته على قلادة سبينغارن في عام 1952 من قبل الجمعية الوطنية للنهوض بالملونين NAACP لإنجازه المتميز كأمريكي من أصل أفريقي.

رغم انحسار قصة حياة مورز في الغموض لسنوات إلا أن الاهتمام بها تجدد في أواخر القرن العشرين من خلال الكتب والأفلام الوثائقية والتحقيقات الجديدة في جريمة مقتلهم. وسُميت نصب تذكارية جديدة باسمهم وصُممت على شرفهم. على سبيل المثال:
- وافقت ولاية فلوريدا على تعيين موقع منزل مورز كمعلم تاريخي تراثي في فلوريدا في عام 1999، وبدأت مقاطعة بريفارد بترميمه.[11]
- أنشأت مقاطعة بريفارد حديقة هاري ت. وهارييت مور التذكارية، ومركز تفسيري في مقر المنزل في ميمز عام 2004.[12]
- سمت مقاطعة بريفارد مركزها القضائي على اسم مورز وتضمنت داخلها مواد عن حياتهم وعملهم.[11]
- سمّيت جادة هاري تي مور في ميمز في ولاية فلوريدا على اسمه.
- سُمي مكتب بريد هاري تي وهارييت مور في كاكاو في فلوريدا على اسمهما تكريمًا لهما.[13]
- أطلقت الهيئة التشريعية لفلوريدا على طريق الولاية الـ 46 (SR-46) في مقاطعة بريفارد اسم طريق هاري ت. وهارييت ف. مور التذكاري وذلك في عام 2012.
- عُيّن هاري ت. وهارييت ق. مور في قاعة مشاهير الحقوق المدنية في فلوريدا في عام 2013.

## تحقيقات القرن الـ 21
عادت الدولة مرتين إلى جرائم قتل مور، لكنها لم تتمكن من إلقاء التهم على أحد لأن معظم الرجال المشتبه في ارتكابهم الجريمة قد ماتوا.
نشر الصحفي بن جرين كتابًا يستند إلى بحثه في القضية في عام 1999 بعنوان: قبل وقته، قصة لا تُروى لهاري ت. مور، الشهيد الأول في سبيل الحقوق المدنية في أمريكا. تعمّق كثيرًا في بحثه في ملفات مكتب التحقيقات الفيدرالي. وتبع كتاب غرين برنامجًا على محطة الشبكة التلفزيونية الأمريكية (بابليك برودكاستينج سرفايس) (PBS) حول حياة مور، بعنوان: الحرية لا تموت، تراث هاري ت. مور في عام 2000.
وأعاد المدعي العام في فلوريدا تشارلي كريست فتح تحقيق دولي في مقتل هاري وهارييت مور في عام 2005. وشجعت ابنة مورز الوحيدة الباقية على قيد الحياة، جونيتا إيفاجيلين مور المدعي العام كريست على الجهود المبذولة لكشف هوية قتلة والديها.
مشطّت فرق الطب الشرعي الموقع السابق لمنزل مورز بهدف الحصول على أدلة (الموقع الآن داخل حديقة تذكارية). وأعلن كريست نتائج أعمال مكتب الحقوق المدنية التابع للولاية ودائرة فلوريدا لتطبيق القانون في 16 أغسطس من عام 2006. وأثبتت الشائعات التي تربط ويليس ف. مكول بالجريمة خطأها بناءً على أدلة شاملة وتوصلت الدولة إلى أن مورز كانوا ضحية مؤامرة حيكت ضدهم من قبل أعضاء سنترال فلوريدا كلافيرن من جماعة كو كلوكس كلان (KKK).
وقد نشر المحققون تقريرًا ذُكرت فيه أسماء الأشخاص الأربعة التالية، وجميعهم كانوا ذوي سمعة بعنفهم أي كانوا متورطين بشكل مباشر.
إيرل بروكلين، أحد رجال كلان معروف بعنفه الشديد، وكان يجنّد متطوعين لشن الهجوم. وتوفي بعد عام من الهجوم لأسباب طبيعية في الظاهر.
كان هـ. بلفين، أحد رجال كلان العنيفين، وصديقًا حميمًا لبروكلين. وأيضًا توفي لأسباب طبيعية بعد حوالي عام من الهجوم.
جوزيف نيفيل كوكس، سكرتير قسم جماعة كلان في مقاطعة أورانج في ولاية فلوريدا، والذي يُعتقد أنه أمر بالهجوم، وانتحر بعد الضغط عليه من قبل مكتب التحقيقات الفيدرالي في عام 1952.
إدوارد لـ. سبيفي، أيضًا كان من جماعة الكلان KKK. وكان على فراش الموت نتيجة إصابته بالسرطان في عام 1978، ورط كوكس في الهجوم وادّعى بأنه كان في موقع الجريمة أيضًا في عام 1951.